# Orlová
Orlová (tjekkisk udtale: [ˈorlovaː] (polsk:  ( hør), tysk: Orlau) er en by i distriktet Karviná i den regionen Mähren-Schlesien i Tjekkietmed omkring 28.000 indbyggere. Byen kæmper med strukturelle problemer og er berygtet kendt som Tjekkiets værste by at bo i, ifølge det nationale livskvalitetsindeks.

## Inddeling
Orlová består af fire bydele: Lazy, Lutyně, Město og Poruba.

## Etymologi
Navnets oprindelse er sandsynligvis afledt af det personlige slaviske navn Orel / Orzeł (bogstaveligt " ørn "), selvom det også kan være af topografisk oprindelse.

## Geografi
Orlová ligger omkring 9 km øst for Ostrava i den historiske region Cieszyn Schlesien. Den ligger i Ostrava-bassinet. Byen ligger ved sammenløbet af vandløbene Rychvaldská Stružka og Petřvaldská Stružka. Der er flere damme i området.

## Historie

### 12.-18. århundrede
Den første skriftlige omtale af Orlová er fra 1223, hvor en bosættelse i denne lokalitet blev nævnt i et skøde fra biskop Wawrzyniec. Navnet Orlova blev første gang brugt i et dokument af pave Gregor IX, udstedt den 7. december 1227 til benediktinerklosteret i Tyniec. Mellem 1268 og 1291 blev et separat, men afhængigt af Tyniec benediktinerkloster grundlagt.  
Politisk tilhørte det dengang hertugdømmet Opole og Racibórz og Castellany af Cieszyn, som i 1290 blev dannet i processen med feudal fragmentering af Polen til hertugdømmet Teschen, styret af en lokal gren af det schlesiske Piast-dynasti. I 1327 blev hertugdømmet et len af Kongeriget Bøhmen, som efter 1526 blev en del af det habsburgske monarki.
I århundreder havde bebyggelsen for det meste landbrugspræg, selvom der også var håndværk, især linnedfremstilling. Efter sekulariseringen af klosterejendommen i 1560 blev Orlová erhvervet af familien Cikán af Slupek, som holdt den indtil 1619. Fra 1619 til 1838 var det ejet af Bludovský af Bludov-familien, som her havde bygget et slot i 1765.

### 19.-20. århundrede
De første forsøg med kulminedrift fandt sted i 1817. I 1838 blev Orlová erhvervet af huset Mattencloit. I 1844 tillod de kulminedrift i regionen, hvilket førte til en grundlæggende ændring i Orlovás karakter. Befolkningen voksede hurtigt, og der blev etableret typiske minekolonier i nærheden af minerne. En anden vigtig begivenhed var færdiggørelsen af Košice-Bohumín-jernbanen i 1868. Industriel udvikling har også bragt et socialt og kulturelt boom. I begyndelsen af det 20. århundrede blev Orlová et vigtigt center for polsk og tjekkisk uddannelse og hjemsted for mange kulturelle og sportslige organisationer fra begge samfund.

## Økonomi
I livskvalitetsindekset, som har sammenlignet levestandarden i Tjekkiets byer siden 2018, er Orlová altid endt på sidstepladsen ud af 206 evaluerede. Byen står over for høj arbejdsløshed og mangel på jobmuligheder, luftforurening, utilstrækkelig infrastruktur, demografiske problemer og andre problemer.